# Юшала
Юшала́ (рос. Юшала) — селище у складі Тугулимського міського округу Свердловської області.
Населення — 3827 осіб (2010, 4239 у 2002).
До 12 жовтня 2004 року селище мало статус селища міського типу.